# Wasiljewskij (Kraj Stawropolski)
Wasiljewskij (ros. Васильевский) – chutor w Rosji, w Kraju Stawropolskim, w rejonie koczubiejewskim. W 2010 liczył 642 mieszkańców.